# Mindre lorikit
Mindre lorikit (Psitteuteles pusillus) är en fågel i familjen östpapegojor inom ordningen papegojfåglar.

## Utseende och läte
Mindre lorikit är som namnet avslöjar en liten lorikit, grön med rött i ansiktet ovan och under näbben. Lätena som ofta hörs i flykten är korta, ljusa och metalliska.

## Utbredning och systematik
Fågeln förekommer i östra och sydöstra Australien (Atherton Tableland till sydöstra South Australia). Den behandlas som monotypisk, det vill säga att den inte delas in i några underarter.

### Släktestillhörighet
Purpurkronad lorikit placerades tidigare i släktet Glossopsitta. DNA-studier visar dock att arterna inom Glossopsitta inte är varandras närmaste släktingar. Initialt lyftes den tillsammans med mindre lorikit till det egna släktet Parvipsitta, men detta inkluderades sedermera i ett bredare Psitteuteles.

## Levnadssätt
Mindre lorikit förekommer nomadiskt i olika former av eukalyptusskogar, beroende på födotillgång. Den födosöker huvudsakligen i trädtaket.

## Status
Arten har ett stort utbredningsområde och beståndet anses vara stabilt. Internationella naturvårdsunionen IUCN listar den därför som livskraftig (LC).